# Lygrommatoides problematica
Lygrommatoides problematica là một loài nhện trong họ Gnaphosidae. Chúng thuộc chi đơn loài Lygrommatoides, được Embrik Strand miêu tả năm 1918.